# Рахмангулово
Рахмангу́лово (рос. Рахмангулово) — село у складі Красноуфімського міського округу (Натальїнськ) Свердловської області.
Населення — 492 особи (2010, 579 у 2002).
Національний склад станом на 2002 рік: татари — 82 %.